# Colpolopha simplex
Colpolopha simplex är en insektsart som beskrevs av Morgan Hebard 1923. Colpolopha simplex ingår i släktet Colpolopha och familjen Romaleidae. Inga underarter finns listade i Catalogue of Life.